# Příčný vrch
Příčný vrch är ett berg i Tjeckien.   Det ligger i regionen Olomouc, i den östra delen av landet, 210 km öster om huvudstaden Prag. Toppen på Příčný vrch är 974 meter över havet, eller 250 meter över den omgivande terrängen. Bredden vid basen är 5,8 km.
Terrängen runt Příčný vrch är huvudsakligen kuperad.Runt Příčný vrch är det ganska glesbefolkat, med 29 invånare per kvadratkilometer. Närmaste större samhälle är Zlaté Hory, 5,0 km norr om Příčný vrch. I omgivningarna runt Příčný vrch växer i huvudsak barrskog.